# Tadeusz Gołębiewski (naukowiec)
Tadeusz Gołębiewski (ur. 24 lutego 1923, zm. 20 maja 2010) – polski naukowiec i żołnierz, absolwent Korpusu Kadetów marszałka Józefa Piłsudskiego we Lwowie, żołnierz AK, absolwent Wydziału Rolnego SGGW, profesor zwyczajny nauk technicznych (biotechnologia rolna, browarnictwo), wieloletni dyrektor Instytutu Przemysłu Fermentacyjnego, redaktor naczelny Zeszytów Historycznych „Na przedpolu Warszawy”.

## Działalność powstańcza
Żołnierz AK ps. „Sosna”, dowódca plutonu 704 I rejonu VII obwodu „Obroża” Okręgu Warszawskiego AK, uczestnik walk powstania warszawskiego o Legionowo, Żerań, Targówek i Pragę Północ (sierpień 1944) oraz w Puszczy Kampinoskiej (do bitwy pod Jaktorowem 29 września 1944).
Odznaczony: Krzyżem Komandorskim Orderu Odrodzenia Polski, Krzyżem Armii Krajowej, Medalem Wojska (dwukrotnie), Warszawskim Krzyżem Powstańczym oraz Krzyżem Partyzanckim.

## Działalność naukowa
- 1950 – absolwent Wydziału Rolnego SGGW
- 1965 – doktorat Wydział Rolny SGGW
- 1970 – habilitacja Politechnika Łódzka
- 1976 – profesor nadzwyczajny
- 1988 – profesor zwyczajny

Staże: Uniwersytet w Leuven/Louvain 1958–1959, Uniwersytet w Nancy 1964
Główne kierunki badań: fermentacja, technologie słodu i piwa, metody produkcji piwa i ekstraktów chmielowych o przedłużonej trwałości
Ważniejsze publikacje:
- Wpływ cech odmianowych jęczmienia browarowego uprawianego w kraju na skład chemiczny i właściwości fizyczne piwa Prace Inst. i Lab. Przem. Spoż 1969,
- Characteristics of Isomerized Hop Extracts Obtained with the Use of Ethyl Alcohol Acta Aliment. Pol. 1983

Podręczniki (współautorstwo):
- Kontrola chemiczno-technologiczna produkcji słodu i piwa 1959
- Technologia produkcji słodu i piwa 1963
- Encyklopedia techniki 1978
- Poradnik piwowara 1985

Odznaczony: Krzyżem Kawalerskim Orderu Odrodzenia Polski, Złotym Krzyżem Zasługi, Medalem 30-lecia Polski Ludowej, Medalem 40-lecia Polski Ludowej, Złotą i Srebrną Odznaką NOT, Medalem im. M. Oczapowskiego

## Działalność społeczna
- członek Światowego Związku Żołnierzy Armii Krajowej
- redaktor naczelny Zeszytów Historycznych „Na przedpolu Warszawy”

Od 1968 roku należał do PZPR.

## Upamiętnienie
- Od października 2014 imię Tadeusza Gołębiewskiego nosi jedno z rond w Legionowie[6]
- 20 maja 2015 odsłonięto tablicę upamiętniającą Tadeusza Gołębiewskiego na rondzie jego imienia[7]